# Butane-1,2-diol
Le butane-1,2-diol est un composé organique de la famille des diols vicinaux. Il a été décrit pour la première fois par Charles Adolphe Wurtz en 1859. L'atome de carbone 2 portant une fonction alcool est chiral. Le butane-1,2-diol existe donc sous la forme de deux énantiomères.

## Propriétés
Le butane-1,2-diol est un liquide visqueux, incolore et peu inflammable (point d'éclair entre 55 et 100 °C). Ses vapeurs peuvent former avec l'air des mélanges explosifs quand il est chauffé au-delà de son point d'éclair. Il est soluble à l'eau, et légèrement volatil.

## Production
Le butane-1,2-diol est produit industriellement comme sous-produit de la production du butane-1,4-diol à partir du butadiène et est aussi un sous-produit du vapocraquage catalytique des amidons et sucres, tel que le sorbitol, en éthylène glycol et propylène glycol (cependant le vapocraquage catalytique des amidons et sucres n'est pas actuellement un des principaux processus de synthèse de l'éthylène glycol et du propylène glycol, en partie à cause de la  complexité des mélanges d'alcools polyhydriques formés).

## Utilisation
Il est utilisé pour produire des résines polyester et des plastifiants, et peut être une source potentielle pour la production industrielle d'acide α-cétobutyrique, un précurseur de nombreux acides aminés.